# Lista planetelor minore: 284001–285000
Aceasta este lista planetelor minore cu numerele 284001–285000.

## 284001–284100
| Denumire | Denumire provizorie | Data descoperirii | Locul descoperirii | Descoperitor(i)           |
| -------- | ------------------- | ----------------- | ------------------ | ------------------------- |
| 284001 – | 2004 TF98           | 5 octombrie 2004  | Kitt Peak          | Spacewatch                |
| 284002 – | 2004 TX108          | 7 octombrie 2004  | Socorro            | LINEAR                    |
| 284003 – | 2004 TA122          | 7 octombrie 2004  | Anderson Mesa      | LONEOS                    |
| 284013 – | 2004 TG242          | 12 octombrie 2004 | Moletai            | K. Černis, J. Zdanavičius |
| 284026 – | 2004 VC64           | 7 noiembrie 2004  | Needville          | Needville                 |
| 284029 – | 2004 XQ16           | 10 decembrie 2004 | Begues             | J. Manteca                |
| 284030 – | 2004 XV25           | 9 decembrie 2004  | Catalina           | CSS                       |
| 284036 – | 2004 YO8            | 18 decembrie 2004 | Mount Lemmon       | Mount Lemmon Survey       |
| 284041 – | 2005 AD25           | 8 ianuarie 2005   | Campo Imperatore   | CINEOS                    |
| 284053 – | 2005 BD37           | 16 ianuarie 2005  | Mauna Kea          | C. Veillet                |
| 284062 – | 2005 ER             | 1 martie 2005     | Goodricke-Pigott   | R. A. Tucker              |
| 284084 – | 2005 JT93           | 11 mai 2005       | Palomar            | NEAT                      |
| 284086 – | 2005 LA1            | 1 iunie 2005      | Reedy Creek        | J. Broughton              |

## 284101–284200
| Denumire | Denumire provizorie | Data descoperirii  | Locul descoperirii | Descoperitor(i) |
| -------- | ------------------- | ------------------ | ------------------ | --------------- |
| 284101 – | 2005 QV68           | 28 august 2005     | Siding Spring      | SSS             |
| 284110 – | 2005 SC282          | 22 septembrie 2005 | Apache Point       | A. C. Becker    |
| 284133 – | 2005 UP504          | 24 octombrie 2005  | Mauna Kea          | D. J. Tholen    |

## 284201–284300
| Denumire | Denumire provizorie | Data descoperirii | Locul descoperirii | Descoperitor(i) |
| -------- | ------------------- | ----------------- | ------------------ | --------------- |
| 284295 – | 2006 KT103          | 30 mai 2006       | Nyukasa            | Nyukasa         |

## 284301–284400
| Denumire | Denumire provizorie | Data descoperirii  | Locul descoperirii | Descoperitor(i)       |
| -------- | ------------------- | ------------------ | ------------------ | --------------------- |
| 284301 – | 2006 OZ6            | 24 iulie 2006      | Marly              | Observatory Naef      |
| 284308 – | 2006 QG33           | 24 august 2006     | Pla D'Arguines     | R. Ferrando           |
| 284327 – | 2006 RY1            | 13 septembrie 2006 | Eskridge           | Eskridge              |
| 284329 – | 2006 RE12           | 14 septembrie 2006 | Bergisch Gladbach  | W. Bickel             |
| 284357 – | 2006 SA78           | 23 septembrie 2006 | Piszkéstető        | K. Sárneczky, Z. Kuli |

## 284401–284500
| Denumire | Denumire provizorie | Data descoperirii | Locul descoperirii   | Descoperitor(i)        |
| -------- | ------------------- | ----------------- | -------------------- | ---------------------- |
| 284416 – | 2006 UC309          | 19 octombrie 2006 | Kitt Peak            | M. W. Buie             |
| 284426 – | 2007 CT             | 5 februarie 2007  | Lulin Observatory    | H.-C. Lin, Q.-z. Ye    |
| 284455 – | 2007 FF20           | 24 martie2007     | Marly                | P. Kocher              |
| 284458 – | 2007 GB1            | 8 aprilie 2007    | Vallemare di Borbona | V. S. Casulli          |
| 284481 – | 2007 JU3            | 6 mai 2007        | Purple Mountain      | PMO NEO Survey Program |
| 284483 – | 2007 JG21           | 11 mai 2007       | Tiki                 | S. F. Hönig, N. Teamo  |
| 284490 – | 2007 NZ             | 11 iulie 2007     | La Sagra             | OAM                    |
| 284492 – | 2007 NF5            | 11 iulie 2007     | Lulin Observatory    | LUSS                   |
| 284497 – | 2007 PU8            | 5 august 2007     | Dauban               | Chante-Perdrix         |
| 284498 – | 2007 PH9            | 11 august 2007    | Bisei SG Center      | BATTeRS                |

## 284501–284600
| Denumire | Denumire provizorie | Data descoperirii  | Locul descoperirii | Descoperitor(i)       |
| -------- | ------------------- | ------------------ | ------------------ | --------------------- |
| 284510 – | 2007 RM15           | 12 septembrie 2007 | Hibiscus           | S. F. Hönig, N. Teamo |
| 284524 – | 2007 RH120          | 11 septembrie 2007 | Črni Vrh           | Črni Vrh              |
| 284556 – | 2007 SD11           | 22 septembrie 2007 | Sandlot            | G. Hug                |
| 284559 – | 2007 TD3            | 5 octombrie 2007   | Prairie Grass      | J. Mahony             |
| 284575 – | 2007 TC71           | 13 octombrie 2007  | Kitami             | K. Endate             |

## 284601–284700
| Denumire | Denumire provizorie | Data descoperirii | Locul descoperirii | Descoperitor(i) |
| -------- | ------------------- | ----------------- | ------------------ | --------------- |
| 284634 – | 2007 VK267          | 13 noiembrie 2007 | Calvin-Rehoboth    | Calvin College  |
| 284655 – | 2007 YU47           | 30 decembrie 2007 | Mallorca           | OAM             |

## 284701–284800
| Denumire | Denumire provizorie | Data descoperirii | Locul descoperirii | Descoperitor(i) |
| -------- | ------------------- | ----------------- | ------------------ | --------------- |
| 284754 – | 2008 VD13           | 6 noiembrie 2008  | Andrushivka        | Andrushivka     |
| 284759 – | 2008 WT2            | 18 noiembrie 2008 | Dauban             | F. Kugel        |

## 284801–284900
| Denumire    | Denumire provizorie | Data descoperirii  | Locul descoperirii | Descoperitor(i) |
| ----------- | ------------------- | ------------------ | ------------------ | --------------- |
| 284859 –    | 2009 BP167          | 31 ianuarie 2009   | Cerro Burek        | Cerro Burek     |
| 284873 –    | 2009 DN37           | 23 februarie 2009  | Calar Alto         | F. Hormuth      |
| 284891 Kona | 2009 RT26           | 13 septembrie 2009 | ESA OGS            | ESA OGS         |
| 284895 –    | 2009 SW168          | 23 septembrie 2009 | Uccle              | T. Pauwels      |

## 284901–285000
| Denumire           | Denumire provizorie | Data descoperirii | Locul descoperirii | Descoperitor(i)       |
| ------------------ | ------------------- | ----------------- | ------------------ | --------------------- |
| 284915 –           | 2010 AX91           | 8 ianuarie 2010   | WISE               | WISE                  |
| 284916 –           | 2010 AC125          | 19 martie 2001*   | Apache Point       | SDSS                  |
| 284931 –           | 2010 DR             | 16 februarie 2010 | Mayhill            | A. Lowe               |
| 284940 –           | 2010 EM2            | 3 martie 2010     | Nazaret            | G. Muler              |
| 284941 –           | 2010 EB21           | 9 martie 2010     | Taunus             | E. Schwab, R. Kling   |
| 284945 Saint-Imier | 2010 EM44           | 14 martie 2010    | Vicques            | M. Ory                |
| 284977 –           | 2010 GV96           | 14 aprilie 2010   | Sierra Stars       | Sierra Stars          |
| 284984 Ikaunieks   | 2010 GC158          | 12 aprilie 2010   | Baldone            | K. Černis, I. Eglitis |
| 284989 –           | 2010 JP38           | 5 mai 2010        | Nogales            | Tenagra II            |
| 284994 –           | 2010 KD60           | 20 mai 2010       | Haleakala          | M. Micheli            |
| 284996 Rosaparks   | 2010 LD58           | 9 iunie 2010      | WISE               | WISE                  |
| 285000             | 2010 OS56           | 23 iulie 2010     | WISE               | WISE                  |